# Metzgeria aurantiaca
Metzgeria aurantiaca là một loài Rêu trong họ Metzgeriaceae. Loài này được Stephani mô tả khoa học đầu tiên..